# Jim Thornton
Jim Thornton es un locutor de radio y televisión. Nació en Huntington, Virginia Occidental, graduó de Huntington High School en 1983 y trasladó en 1984 a Los Ángeles, donde comenzó su carrera un año después. También posee un grado en lingüística de Marshall University.
Thornton es conocido por su presentación de informes sobre tráfico en la emisora de radio KNX-AM en Los Ángeles. También ha anunciado en Celebrity Deathmatch, y narró una porción de Monsters, Inc.
Thornton sustituyó como locutor de The Price is Right después de la muerte de su locutor anterior, Rod Roddy. En diciembre de 2010, tomó una audición para el mismo papel en Wheel of Fortune después de la muerte de su locutor, Charlie O'Donnell, y fue confirmado como el nuevo locutor del programa el 13 de junio de 2011. Debido a su trabajo nuevo, Thornton ha renunciado su trabajo para KNX.